# Carogne si nasce
Carogne si nasce è un film western del 1968, diretto da Alfonso Brescia con il nome Al Bradley.

## Trama
In una cittadina del Texas, un gruppo di allevatori, maggiori azionisti della banca locale, impediscono l'erogazione di mutui ai coltivatori, e li sottopongono ad angherie ed umiliazioni, al fine di convincerli a cedere i terreni. Nel mentre il viceprocuratore distrettuale Grant conduce una inchiesta sulle malefatte degli allevatori, in città arriva un misterioso killer dall'aspetto poco raccomandabile, soprannominato Il mulo. Ma il finale della storia riserverà una sorpresa.